# El mariachi
El Mariachi (bra/prt: El Mariachi) é um filme de ação e neo-western mexicano-estadunidense de 1992, dirigido por Robert Rodriguez e o primeiro da chamada Trilogia Mariachi.
É considerado o filme mais barato da história, pois custou apenas US$ 7.725 para ser concluído, e se tornou o filme mais barato já adquirido para ser distribuído por uma major norte-americana. Com apenas 23 anos, o diretor Robert Rodriguez mostrou ao mundo sua criatividade com o orçamento reduzidíssimo, realizando todas as funções da equipe técnica de El Mariachi. De acordo com o diretor ele apenas não atuou também porque não teria ninguém para segurar a câmera. Para as cenas com a câmera em movimento, usou uma cadeira de rodas quebrada, obtida em um hospital. A maioria das armas exibidas no filme eram pistolas d'água, exceto as usadas pelos policiais, emprestadas pela delegacia local.
O Mariachi inicialmente seria lançado diretamente em vídeo para o mercado espanhol, mas chamou a atenção de executivos da Columbia Pictures, que resolveram lançá-lo em escala internacional.

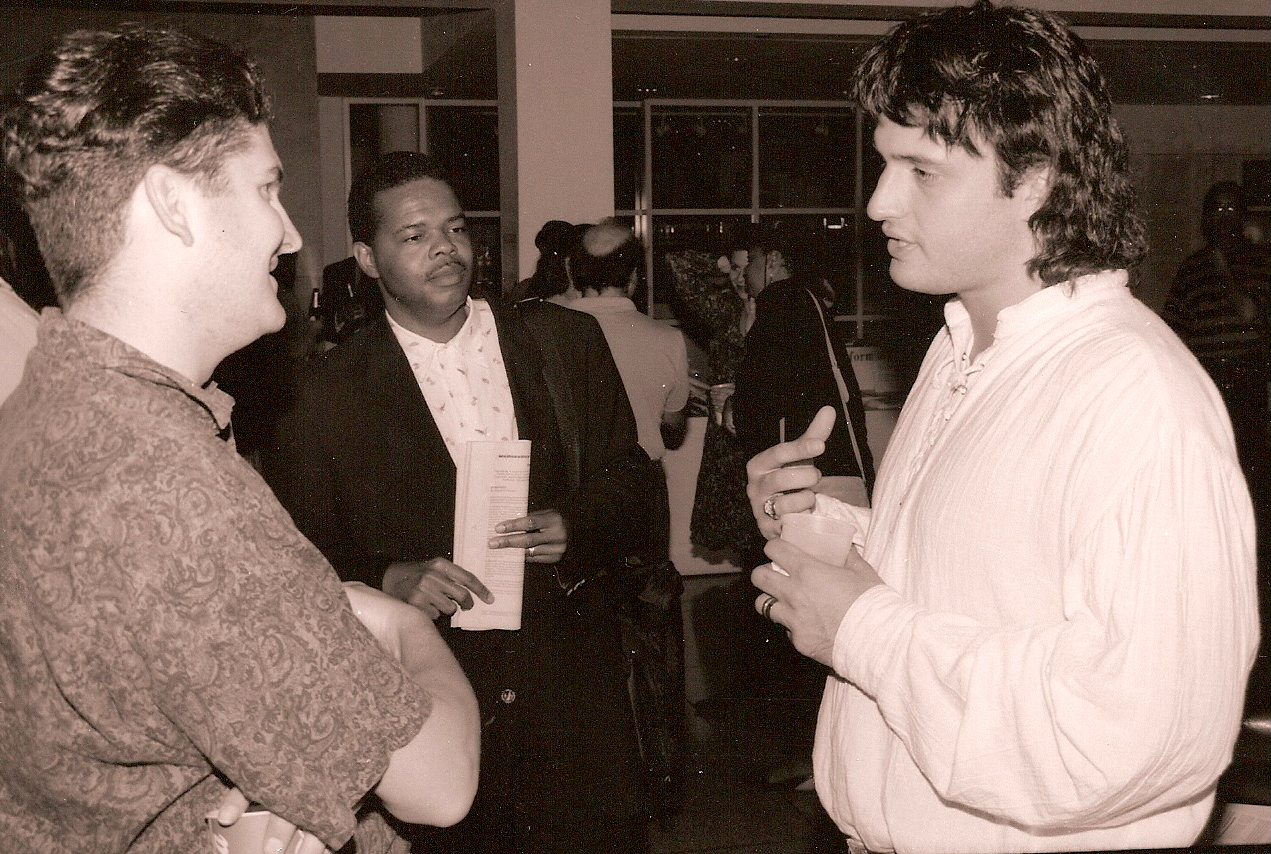
O diretor Robert Rodriguez no Atlanta Film Festival na estreia de El Mariachi em 1993.

## Sinopse
Um tocador de violão (um mariachi), que viaja pelo México em busca de trabalho, é perseguido por uma gangue ao ser confundido com um assassino recém escapado da prisão, que carrega uma caixa de violão cheia de armas e deseja matar seu antigo parceiro, um influente traficante de drogas na pequena cidade de Acuña, no México.

## Elenco
| Elenco            | Personagem           |
| ----------------- | -------------------- |
| Carlos Gallardo   | El Mariachi          |
| Consuelo Gómez    | Dominó               |
| Peter Marquardt   | Moco                 |
| Reinol Martínez   | Azul                 |
| Jaime de Hoyos    | Bigotón              |
| Ramiro Gómez      | Waiter               |
| Jesús López Viejo | Clerk                |
| Luis Baro         | Assistente de Dominó |
| Óscar Fabila      | The Boy              |